# Любомир Романків
Любомир Тарас Романків (англ. Lubomyr Taras Romankiw; 17 квітня 1931, м. Жовква, Україна — 27 червня 2024, США) — провідний науковець компанії IBM у галузі комп'ютерних технологій, співвинахідник (разом з Девідом Томпсоном) процесів створення тонкоплівкових індуктивних і магніторезистивних мікроголовок для запису інформації, що уможливили появу жорстких дисків і персональних комп'ютерів, автор і співавтор понад 65 патентів. Директор відділу електрохімічної технології й магнетизму Дослідного центру корпорації ІВМ (Йорктаун Гайтс, Нью-Йорк).

## Життєпис
Народився 17 квітня 1931 року в м. Жовква, нині Львівська область, Україна (тоді Жовківський повіт, Львівське воєводство, Польська Республіка) в родині юриста, колишнього старшини УСС Івана Романківа.
1957 року здобув ступінь бакалавра в Університеті Альберти за спеціальністю «хімічна технологія», близько року успішно працював на хімічному заводі. Закінчив магістратуру та здобув ступінь доктора філософії в галузі металургії та матеріалознавства в Массачусетському технологічному інституті в 1962 році. Автор понад 150 статей, відредагував 10 томів матеріалів різних технічних симпозіумів.
Помер 27 червня 2024 року в США.

## Професійна діяльність
Значна частина його роботи пов'язана з вивченням магнітних матеріалів, рефлективними дисплеями та процесами міднення (англ. Copper plating). Інженер хімії (з 1955 року). Доктор металургії і матеріалознавства. Керівник Центру електрохімічної технології та мікроструктур в Дослідному інституті імені Т. Дж. Ватсона компанії ІВМ. Винахідник процесів створення індуктивних і магніторезистивних мікроголовок для записування/зчитування інформації на жорстких дисках комп'ютерів.
За значні досягнення отримав медаль Перкіна — найвищу відзнаку Товариства хімічної промисловості США (1993), медаль Вітторіо де Нора від Електрохімічного товариства США (1994), відзнаку пам'яті Морріса Н. Лібмана від IEEE (1994), Винахідник Року за версією Асоціації прав інтелектуальної власності Східного Нью-Йорку (2000) і Винахідник Року (Асоціація права інтелектуальної власності Нью-Йорку, 2001 рік). Отримав 13 нагород за видатні винаходи та внесок від IBM і 25 нагород за винаходи та досягнення.
Занесений до престижних видань «Хто є хто в науковому світі» та в «Хто є хто в Америці».
У березні 2012 року Любомир Романків введений до Зали національної слави США, є одним з десяти винахідників (разом зі Стівом Джобсом), удостоєних такої честі.

## Громадська діяльність
Дійсний член Академії інженерних наук ІВМ та Академії інженерних наук України. Член Наукового товариства імені Шевченка, член управи НТШ у США.
Діяч українських студентських і громадських організацій діаспори, член президії Світового конгресу вільних українців, голова Комітету Української Молоді при СКВУ.
Організатор і Голова студентських товариств в Едмонтоні та Бостоні. Засновник і керівник української радіопрограми в Едмонтоні. Організував акредитовані курси української культури в Мерсі-коледжі (Нью-Йорк).
Активний діяч Пласту, був Головою ГПБ і ГПР, зараз є Начальним Пластуном, всебічно сприяв розбудові Пласту в Україні. Член 29-го Куреня УПС «Сіроманці». Нагороджений вищими пластовими відзнаками.
Мешкав у містечку Браєркліф Манор, штат Нью-Йорк. Мав канадське та американське громадянства.
27 вересня 2013 року Любомир Романків став почесним громадянином рідної Жовкви.
Помер у США 28 червня 2024 року
Про Україну Романків сказав так: «Коли я приїжджаю до України, я відчуваю, що я є у своїй країні, де я народився і де все мені рідне. Я поїхав з України, коли мені було 13 років. Коли увечері до Жовкви прийшли совєтські війська, то вже вночі з'явилися списки тих хто має бути розстріляний наступного ранку».

## Пластове життя і діяльність
Член ВСУМ у Львові в 1943-44 роках. На той час Пласт був таємною організацією.
- Став членом Пласту в 1946-му році в Берхтесґадені, Німеччина. І-ша проба й присяга.
- 1947-48 — II і III проби — Мюнхен-Фрайман, Німеччина. Вишколи: Виховників УПЮ і УПН та зв'язкових. Гуртковий, кур. провід.
- 1948-57 — Співорганізатор станиці Едмонтон, виховник, зв'язковий, гніздовий, кошовий, станичний.
- 1958-61 — Юнацький виховник в Бостоні, кошовий. 1965-77 — 2-ий заступник Голови КПС та секретар КПС в США.
- 1978-84 — Голова ГПБ; ступінь сен. керівництва; засновник Фонду Дрота. Ініціатор ЮМПЗ-82 в Європі.
- 1987-94 — Голова ГПРади. Ініціатор переговорів із Скаутовим бюром в Женеві про приняття Пласту до Світового Скаутинґу. Як Голова ГПР взяв участь в перших 4-ох З'їздах Пласту в Україні й допомагав спрямовувати пластову працю.
- 1994 — Заступник Голови ГПБ для зв'язку зі Скаутовим Бюром. Разом з делегацією України брав участь у 18-му Світовому Джемборі. Репрезентував Пласт у розмовах із Скаутовим Бюром.

Пластові відзнаки: III, II і І юнацькі; III й II старшопластунські; св. Юрій в Сріблі та в Золоті.

## Нагороди
- Орден князя Ярослава Мудрого V ступеня (22 серпня 2020) — за вагомий особистий внесок у зміцнення міжнародного авторитету України, розвиток міждержавного співробітництва, плідну громадську діяльність[12].

## Вшанування
- Портрет Любомира Романківа розміщений у Залі національної слави США. Після Ігора Сікорського, Любомир Романків став другим українцем, чий портрет висить у цій залі.[10]
- 18 липня 2024 року вулицю Червону у Львові перейменовано на вул. Любомира Романківа[13].